# Final Fantasy VII
Final Fantasy VII (ファイナルファンタジーVII Fainaru Fantajī Sebun) er udviklet af Square, og er det syvende spil i Final Fantasy spilserien. Det var det første af Final Fantasy-spillene, som udkom til den på daværende tidspunkt nye og revolutionerende spillekonsol PlayStation 1, der med den nye memory card-teknologi gjorde det muligt at gemme det ellers umuligt gennemførlige spil, eftersom at spillet er fordelt over 3 cd'er og minimum et par hundrede spilletimer kræves, hvis alt i spillet skal med uden brug af diverse walkthroughs. Samtidig gjorde PS1 det muligt at skabe en form for optisk 3-D-grafik, hvilket gav spilproducenten, det daværende Squaresoft, nu Square Enix (Square & Enix), mulighed for at skabe et mere dynamisk og udfordrende RPG-spil.
Spillet indeholder en række små spil inde i spillet. Desuden kan man gennem spillet vælge at spille forskellige personer. Ligeledes dukker der efterhånden personer op, der tager med ud på eventyrene.
Det indeholder ret mange kamphandlinger, hvor man kan forbedre sin våbenstyrke ved hjælp af forskellige former for magi. Denne magi kan også anvendes til at behandle eller ligefrem genoplive faldne kampfæller.

## Plotsammendrag
Cloud Strife er en forhenværende soldat af første rang fra den gigantiske energiforsyningsvirksomhed Shinra, der med magt og penge kontrollerer det meste af verden Gaia fra sit hovedsæde i metropolen Midgar.
Cloud flygtede fra Shinra efter hans store idol og mentor Sephiroth under en mission brændte hans hjemby, samt dræbte hans mor og hans venindes, Tifas', far. Siden har han arbejdet som lejesoldat. Terrorgruppen Avalanche, der arbejder for at befrie Gaia fra Shinras favntag, hyrer Cloud til at springe en Makoreaktor i luften – men noget går ikke helt efter planen, og snart må Cloud stå ansigt til ansigt med det han frygter og hader mest i verden.